# 三星Gear 360
三星Gear 360是三星的第一款全景相机。 它是三星Gear系列设备的一部分。 它使用两个相机拍摄360°的照片和视频。
三星Gear360系列，共有两种型号：
- 2016年发布的原始型号SM-C200，球形。
- 2017年发布的更新型号SM-R210，带一体手柄的较小球体。

## 历史
2016年4月29日，三星在韩国与新加坡发布了初代的Gear360机型。该机型兼容于三星Galaxy S6及稍后的三星智能手机，如Galaxy S7、S7 Edge。这一机型支持拍摄30MP的等距长方投影全景照片，以及4K宽度的全景视频。评论指出该机型小巧易用，以及全景拍摄方面的高规格。
2017年4月，三星推出了Gear360的升级款，但名称不变。升级机型大幅更动了外形，带有更小的成像部球体和一个集成了内置锂电池的易于握持的手柄。拍摄方面，全景照片像素数回落至15MP，视频规格依然维持4K宽度，但加入了视频防抖能力，亦支持串流直播。由于前代的极端兼容性策略饱受批评，这一代机型亦支持iOS设备。

## 规格

### 硬件
相机
- 双 15MP CMOS传感器
  - 全景照片分辨率 7776x3888 (2016款)；5792x2896 (2017款)
- 双 F2.0 (2016款)；F2.2 (2017款)

存储
- 1GB RAM
- MicroSD 扩展，最高支持256GB

电池
- 1350mAh 可替换 (2016款)
- 1160mAh 内置不可换 (2017款)

连接
- Wi-Fi 802.11 a/b/g/n/ac (2.4/5 GHz)
- Wi-Fi Direct
- 蓝牙 V4.1
- USB 2.0 , NFC

传感器
- 陀螺仪传感器
- 加速度传感器

### 软件
移动端

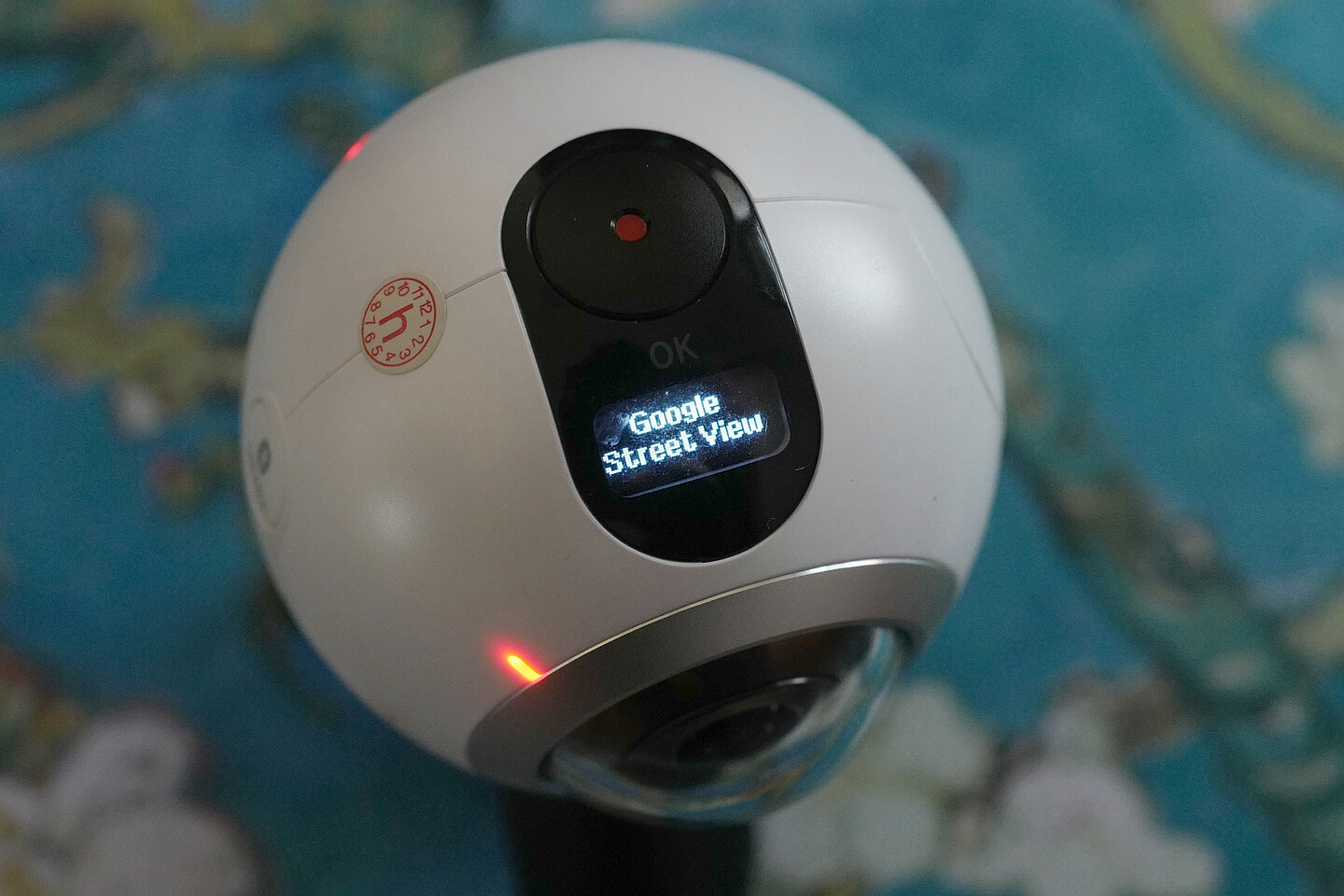
三星Gear360 运行Google StreetView模式

三星为Gear360开发了移动端的专门应用程序「Samsung Gear360 Manager」，用于手机远程连接相机以进行遥控的拍摄和照片、视频文件的传输。
以下三星机型确定支持：
- Galaxy S8
- Galaxy S8+
- Galaxy S7
- Galaxy S7 Edge
- Galaxy S6
- Galaxy S6 Edge+
- Note 5
- A5 (2017)
- A7 (2017)

PC端
三星委托来自台湾的厂商訊連科技（英語：CyberLink）提供特供版的360剪辑软体「威力酷剪」（英語：ActionDirector），用户凭借机身序列号即可激活使用。

## 反响与评价
初代机型在2016世代提供了出众的拍摄参数，并保持相对合理的售价，从而受到好评。2017年的二代机型主要改善了易用性，也收到正面评价。
对机型的诟病集中在其限定的支持机型上，初代仅开放了S6之后三星机型的支持，使得受众相对较小，这一年三星Galaxy Note 7#電池爆炸事件亦造成了三星品牌形象受挫。次年的更新机型加入了对iOS设备的支持，多少受此影响；但三星方面依然未开放对初代机型的支持扩增。

玩家间针对初代机型的非三星手机遥控连接的探索兴致不减，XDA Developers有玩家推出了修改的Android端app，The Verge亦对此关注；由于三星Gear 360亦支持来自Google的OSC标准，所以也可以藉由这一模式，以支持的第三方app，在iOS设备上实现全景照片拍摄控制。